# Рота Беверли-Хиллз
«Рота Беверли-Хиллз» (англ. Troop Beverly Hills) — американский юмористический кинофильм, снятый в 1989 году Джефом Кэнью (Weintraub Entertainment Group.

## Сюжет
Филлис Нефлер (англ. Phyllis Nefler) — богатая женщина, живущая в Беверли-Хиллз. Филлис стоит на грани развода со своим мужем Фредом (англ. Freddy); чтобы доказать ему, что она ещё не утратила жажды к приключениям, женщина решает вступить в ряды девушек-скаутов Wilderness Girls, где состоит её дочь Ханна (англ. Hannah). Вместе с ними Филлис отправляется в поход.

## Главные действующие лица
- Филлис Нефлер (Шелли Лонг) — жительница Беверли-Хиллз и новый лидер команды девушек-скаутов
- Фредди Нефлер (Крэйг Т. Нельсон) — муж Филлис и отец Ханны; предприниматель
- Ханна Нефлер (Дженни Льюис) — дочь Филлис и Фредди, состоящая в команде девушек-скаутов Wilderness Girls